# Discografia de Anahí
A discografia de Anahí, uma cantora e compositora mexicana, consiste em 6 álbuns de estúdio, 1 álbum de vídeo, 3 coletâneas, 2 extended plays, 28 singles (incluindo 2 como artista convidada), 10 singles promocionais e 22 videoclipes. Anahí acumula cerca de 3 milhões de álbuns vendidos desde seu primeiro disco autointitulado, em 1993, à época com 10 anos.
Anahí integrara, entre os anos 2004 e 2009, o grupo musical mexicano RBD, com o qual chegou a lançar seis álbuns de estúdio, 3 discos gravados ao vivo, mais de 20 singles e sete álbuns de vídeo, além de outras obras. Ainda com o grupo, Anahí visitou 23 países, 116 cidades, vendeu mais de 65 milhões de discos.
Em 2009, ao término do grupo, Anahí firmara contrato com a editora discográfica EMI Music, pela qual gravou e lançou o quinto álbum de estúdio de sua carreira: Mi Delirio. Este disco, publicado em 24 de novembro daquele ano, chegou a receber no Brasil a certificação de disco de ouro pelas mais de 20 mil cópias vendidas, tornando-se assim a segunda intérprete mexicana a conquistar tal feito no país. Sendo a primeira, Thalía, no ano de 1997. O álbum ainda chegou a vender mais de 71 mil cópias nos Estados Unidos.
Em 2016, lançou seu sexto álbum de estúdio intitulado Inesperado, debutando em quarto lugar na lista do Top 100 da AMPROFON do México, nos Estados Unidos, o álbum estreou em sexto lugar na lista Latin Pop Albums e em décimo-sétimo lugar na Billboard Top Latin Albums e alcançou o topo da Billboard Brasil após 2 semanas do lançamento do álbum.

## Álbuns

### Álbuns de estúdio
| Anahí                                                 | - Lançamento: 22 de março de 1993 - Gravadora: Discos América - Formato(s): CD, LP, cassete, download digital, streaming | —  | —  | 78 | —  | —  | —  | —  |                       |                  |
| ¿Hoy es Mañana?                                       | - Lançamento: 16 de junho de 1996 - Gravadora: Paramúsica - Formato(s): CD, download digital, streaming                  | —  | —  | 27 | —  | —  | 89 | —  |                       |                  |
| Anclado en Mi Corazón                                 | - Lançamento: 18 de abril de 1997 - Gravadora: Paramúsica - Formato(s): CD, download digital                             | 90 | —  | 19 | 98 | 27 | —  | 14 |                       |                  |
| Baby Blue                                             | - Lançamento: 26 de agosto de 2000 - Gravadora: Fonovisa - Formato(s): CD, download digital, streaming                   | 5  | 10 | 9  | —  | 3  | —  | 19 | - : 75,000            | - AMPROFON: Ouro |
| Mi Delirio                                            | - Lançamento: 24 de novembro de 2009 - Gravadora: EMI, Capitol - Formato(s): CD, download digital, streaming             | 1  | 2  | 1  | 5  | 3  | 1  | 1  | - : 11,000 - : 30,000 | - PMB: Ouro      |
| Inesperado                                            | - Lançamento: 3 de junho de 2016 - Gravadora: Universal - Formato(s): CD, download digital, streaming                    | 3  | 6  | 4  | 1  | 5  | 1  | 2  |                       |                  |
| "—" indica uma obra que não entrou na tabela musical. | |    |    |    |    |    |    |    |                       |                  |

### Álbuns de vídeo
| Título                | Detalhes                                                                    |
| --------------------- | --------------------------------------------------------------------------- |
| Anclado en Mi Corazón | - Lançamento: 18 de abril de 1997 - Gravadora: Paramusica - Formato(s): VHS |

### Coletâneas
| Título                   | Detalhes                                                                                            |
| ------------------------ | --------------------------------------------------------------------------------------------------- |
| Antología                | - Lançamento: 2005 - Formatos: CD, download digital, streaming - Gravadora: Fonovisa                |
| Una Rebelde en Solitario | - Lançamento: 4 de junho de 2006 - Formatos: CD, download digital, streaming - Gravadora: Universal |
| Antes de Ser Rebelde     | - Lançamento: 2007 - Formatos: CD, download digital, streaming - Gravadora: Fonovisa                |

## Extended play(EP)
| Alérgico (Fan Edition)                                | - Lançamento: 9 de dezembro de 2010 (EUA) - Gravadora(s): EMI - Formato(s): CD, download digital, streaming   | 100 |
| Libertad                                              | - Lançamento: 18 de abril de 2011 - Gravadora(s): PeerT6H Music - Formato(s): CD, download digital, streaming | —   |
| "—" indica uma obra que não entrou na tabela musical. | |     |

## Singles

### Como artista principal
| "Corazón de Bombón"                                                                               | 1996 | 8  | 56 | —  | —  | 89 | —  | —  | —  | 9  |             | ¿Hoy Es Mañana?               |
| "Por Volverte a Ver"                                                                              | 1996 | —  | —  | —  | —  | —  | —  | —  | —  | —  |             | ¿Hoy Es Mañana?               |
| "Descontrolándote"                                                                                | 1996 | —  | —  | —  | —  | —  | —  | —  | —  | —  |             | ¿Hoy Es Mañana?               |
| "Anclado en Mi Corazón"                                                                           | 1997 | —  | —  | —  | —  | —  | —  | —  | —  | —  |             | Anclado en Mi Corazón         |
| "Escándalo"                                                                                       | 1997 | —  | —  | —  | —  | —  | —  | —  | —  | —  |             | Anclado en Mi Corazón         |
| "Salsa Reggae"                                                                                    | 1997 | —  | —  | —  | —  | —  | —  | —  | —  | —  |             | Anclado en Mi Corazón         |
| "Primer Amor"                                                                                     | 2000 | —  | —  | —  | —  | —  | —  | —  | —  | —  |             | Baby Blue                     |
| "Superenamorándome"                                                                               | 2000 | —  | —  | —  | —  | —  | —  | —  | —  | —  |             | Baby Blue                     |
| "Desesperadamente Sola"                                                                           | 2001 | —  | —  | —  | —  | —  | —  | —  | —  | —  |             | Baby Blue                     |
| "Tu Amor Cayó del Cielo"                                                                          | 2001 | —  | —  | —  | —  | —  | —  | —  | —  | —  |             | Baby Blue                     |
| "Mi Delirio"                                                                                      | 2009 | 1  | 3  | 1  | 9  | 3  | 2  | 1  | 1  | 1  |             | Mi Delirio                    |
| "Me Hipnotizas"                                                                                   | 2010 | 3  | 10 | 1  | 2  | 3  | 6  | 3  | 3  | 4  |             | Mi Delirio                    |
| "Quiero"                                                                                          | 2010 | 9  | 78 | —  | 6  | 87 | 26 | 10 | —  | 43 |             | Mi Delirio                    |
| "Alérgico" (solo ou part. Renne ou Noel Schajris)                                                 | 2010 | 34 | 28 | 2  | 2  | 1  | —  | 72 | 4  | 55 |             | Mi Delirio                    |
| "Libertad" (com Christian Chávez)                                                                 | 2011 | —  | 9  | —  | —  | —  | —  | —  | —  | —  |             | Libertad                      |
| "Para Qué"                                                                                        | 2011 | 68 | —  | —  | 43 | 7  | 5  | —  | —  | 18 |             | Mi Delirio                    |
| "Dividida"                                                                                        | 2011 | 40 | 82 | 27 | —  | —  | 9  | —  | —  | 12 |             | Não adicionado à nenhum álbum |
| "Click" (com Bryan Amadeus e Ale Sergi)                                                           | 2011 | —  | 7  | —  | —  | —  | —  | —  | —  | —  |             | Popland! La Música            |
| "Absurda"                                                                                         | 2013 | 5  | 9  | 7  | 16 | 3  | 4  | —  | —  | 10 |             | Não adicionado à nenhum álbum |
| "Rumba" (part. Wisin)                                                                             | 2015 | 1  | 1  | 3  | 1  | 4  | 7  | 1  | 1  | 1  | - PMB: Ouro | Inesperado                    |
| "Boom Cha" (part. Zuzuka Poderosa)                                                                | 2015 | —  | 3  | 8  | 3  | 9  | 1  | 7  | 1  | 9  |             | Inesperado                    |
| "Eres" (part. Julión Álvarez)                                                                     | 2016 | 7  | 15 | —  | 3  | 6  | 14 | 1  | 56 | 1  |             | Inesperado                    |
| "Amnesia"                                                                                         | 2016 | 11 | 30 | 4  | 3  | 17 | 6  | —  | —  | 10 |             | Inesperado                    |
| "Latidos"                                                                                         | 2020 | —  | —  | —  | —  | —  | —  | —  | —  | —  |             | Não adicionado à nenhum álbum |
| "Nuestro Amor" (com Moderatto)                                                                    | 2021 | —  | —  | —  | —  | —  | —  | —  | —  | —  |             | Rockea Bien Duro              |
| "Déjame Vivir" (com Juan Gabriel)                                                                 | 2022 | —  | —  | —  | —  | —  | —  | —  | —  | —  |             | Los Dúo 3                     |
| "—" indica uma obra que não entrou na tabela musical ou não foi lançada na região correspondente. |      |    |    |    |    |    |    |    |    |    |             |                               |

### Como artista convidada
| "El Regalo Más Grande" (Tiziano Ferro part. Anahí e Dulce María)                                  | 2009 | 4  | A Mi Edad                                     |
| "Bailando Sin Salir de Casa" (Matute part. Anahí)                                                 | 2016 | 44 | Poderes de Los Duetos Fantásticos ¡Actívense! |
| "—" indica uma obra que não entrou na tabela musical ou não foi lançada na região correspondente. |      |    |                                               |

### Singlespromocionais
| "Te Doy un Besito"                                                                                | 1992 | —  | — | Anahí                         |
| "Mensajero del Señor"                                                                             | 1993 | —  | — | Anahí                         |
| "Juntos" (com Kuno Becker)                                                                        | 2000 | —  | — | Primer Amor a 1000 X Por Hora |
| "Te Puedo Escuchar"                                                                               | 2009 | 83 | — | Mi Delirio                    |
| "Él Me Mintió"                                                                                    | 2009 | —  | — | Mi Delirio                    |
| "Hasta Que Llegues Tú"                                                                            | 2009 | —  | — | Mi Delirio                    |
| "Aleph"                                                                                           | 2010 | —  | — | Mi Delirio                    |
| "Rendirme en Tu Amor" (com Carlos Ponce)                                                          | 2011 | —  | — | Não adicionado à nenhum álbum |
| "Están Ahí"                                                                                       | 2015 | —  | — | Inesperado                    |
| "Siempre Tú"                                                                                      | 2016 | —  | — | Inesperado                    |
| "—" indica uma obra que não entrou na tabela musical ou não foi lançada na região correspondente. |      |    |   |                               |

## Outras aparições
| Canção                 | Ano  | Outro(s) artista(s)  | Álbum                              |
| ---------------------- | ---- | -------------------- | ---------------------------------- |
| "Contando Borreguitos" | 1986 | —                    | Chiquilladas: Canta Con Sus Amigos |
| "Bibidi Babidi Bu"     | 1996 | —                    | Disneymania                        |
| "Eres Tan Especial"    | 1997 | —                    | Disco Amarillo                     |
| "Adela"                | 1999 | —                    | El Diario de Daniela               |
| "Baile de los Muñecos" | 1999 | —                    | Ellas Cantan a Cri Cri             |
| "Primer Amor" (Remix)  | 2001 | —                    | Primer Amor a 1000 X Por Hora      |
| "Por Estar Juntos"     | 2010 | Artistas da Televisa | Não adicionado à nenhum álbum      |
| "Amigo Francisco"      | 2016 | Julión Álvarez       | Não adicionado à nenhum álbum      |

## Vídeos musicais

### Como artista principal
| Título                           | Ano  | Outro(s) artista(s) creditado(s) | Diretor(es)                                  | Ref.          |
| -------------------------------- | ---- | -------------------------------- | -------------------------------------------- | ------------- |
| "Corazón de Bombón"              | 1996 | Nenhum                           | Ruben Galindo                                |               |
| "Primer Amor"                    | 2000 | Nenhum                           | Pedro Damián                                 |               |
| "Superenamorándome"              | 2000 | Nenhum                           | Fernando de Garay                            |               |
| "Tu Amor Cayó del Cielo"         | 2001 | Nenhum                           | —                                            |               |
| "Mi Delirio"                     | 2009 | Nenhum                           | Max Gutiérrez                                | [ 35 ]        |
| "Me Hipnotizas"                  | 2010 | Nenhum                           | Ricardo Moreno                               | [ 36 ]        |
| "Quiero"                         | 2010 | Nenhum                           | Ricardo Moreno                               | [ 37 ]        |
| "Alérgico" (Versão em Português) | 2010 | Renne                            | Rafael Kent                                  | [ 38 ]        |
| "Alérgico"                       | 2011 | Noel Schajris                    | —                                            | [ 39 ]        |
| "Para Qué" (Live)                | 2011 | Nenhum                           | Rafael Kent                                  | [ 40 ]        |
| "Libertad"                       | 2011 | Christian Chávez                 | Max Gutiérrez                                | [ 41 ]        |
| "Dividida"                       | 2011 | Nenhum                           | David Ruiz "Leche"                           | [ 42 ]        |
| "Click"                          | 2011 | Bryan Amadeus Ale Sergi          | Diego Martinez Ulanosky Giannfranco Quatrini | [ 43 ]        |
| "Rumba"                          | 2015 | Wisin                            | Jessy Terrero                                | [ 44 ]        |
| "Boom Cha"                       | 2015 | Zuzuka Poderosa                  | Pablo Croce                                  | [ 45 ]        |
| "Amigo Francisco"                | 2016 | Julión Álvarez                   | —                                            | [ 46 ]        |
| "Eres"                           | 2016 | Julión Álvarez                   | Charly Rusansky                              | [ 47 ]        |
| "Amnesia"                        | 2016 | Nenhum                           | Pablo Croce                                  | [ 48 ]        |
| "Nuestro Amor"                   | 2022 | Moderatto                        | —                                            | [ 49 ]        |
| "Déjame Vivir"                   | 2022 | Juan Gabriel                     | Andrea Grain Caro de Luna                    | [ 50 ] [ 51 ] |

### Como artista convidada
| Título                 | Ano  | Artista principal    | Diretor(es)      | Ref.   |
| ---------------------- | ---- | -------------------- | ---------------- | ------ |
| "El Regalo Más Grande" | 2009 | Tiziano Ferro        | Gaetano Morbioli | [ 52 ] |
| "Por Estar Juntos"     | 2010 | Artistas da Televisa | —                | [ 53 ] |